# Лакапель-Пине
Лакапе́ль-Пине́ (фр. Lacapelle-Pinet, окс. La Capèla Pinet) — коммуна во Франции, находится в регионе Юг — Пиренеи. Департамент — Тарн. Входит в состав кантона Кармо-1 Ле-Сегала. Округ коммуны — Альби.
Код INSEE коммуны — 81122.

## География

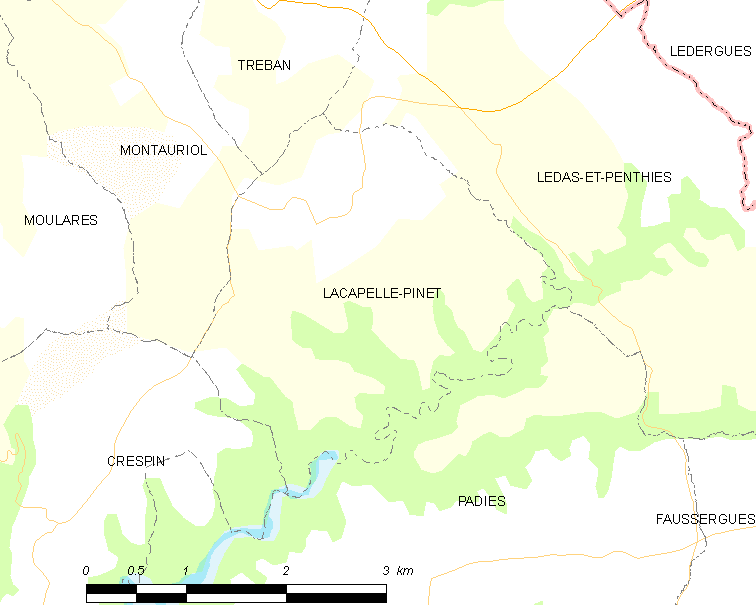
Карта коммуны

Коммуна расположена приблизительно в 540 км к югу от Парижа, в 90 км северо-восточнее Тулузы, в 22 км к северо-востоку от Альби.

## Климат
Климат умеренно-океанический. Зима мягкая и дождливая, лето жаркое с частыми грозами. Ветры довольно редки.

## Население
Население коммуны на 2010 год составляло 69 человек.
| 1962 | 1968 | 1975 | 1982 | 1990 | 1999 | 2010 |
| ---- | ---- | ---- | ---- | ---- | ---- | ---- |
| 125  | 112  | 99   | 97   | 85   | 65   | 69   |

## Экономика
В 2007 году среди 40 человек в трудоспособном возрасте (15—64 лет) 30 были экономически активными, 10 — неактивными (показатель активности — 75,0 %, в 1999 году было 62,8 %). Из 30 активных работали 27 человек (16 мужчин и 11 женщин), безработных было 3 (2 мужчин и 1 женщина). Среди 10 неактивных 0 человек были учениками или студентами, 6 — пенсионерами, 4 были неактивными по другим причинам.